# یواس‌اس سند لنس (اس‌اس‌ان-۶۶۰)
یواس‌اس سند لنس (اس‌اس‌ان-۶۶۰) (به انگلیسی: USS Sand Lance (SSN-660)) یک زیردریایی بود که طول آن ۲۹۲ فوت (۸۹ متر) بود. این زیردریایی در سال ۱۹۶۹ ساخته شد.